# Мещерский сельский округ (Московская область)
Мещерский сельский округ — упразднённая административно-территориальная единица, существовавшая на территории Чеховского района Московской области в 1994—2004 годах.
Мещерский сельсовет был образован в 1929 году в составе Подольского района Московского округа Московской области путём объединения Прохоровского и Столбишевского с/с бывшей Шебанцевской волости Подольского уезда Московской губернии.
1 февраля 1963 года Подольский район был упразднён и Мещерский с/с вошёл в Ленинский сельский район. 11 января 1965 года Мещерски с/с был передан в Чеховский район.
30 мая 1978 года в Мещерском с/с были упразднены селения Мальвинское и Скобелево.
3 февраля 1994 года Мещерский с/с был преобразован в Мещерский сельский округ.
2 июля 2004 года Мещерский с/о был упразднён, а его территория передана в Любучанский сельский округ.